# Жойца (комуна)
Жойца (рум. Joița) — комуна у повіті Джурджу в Румунії. До складу комуни входять такі села (дані про населення за 2002 рік):
- Бику (1369 осіб)
- Жойца (2167 осіб)

Комуна розташована на відстані 20 км на захід від Бухареста, 66 км на північ від Джурджу, 130 км на південь від Брашова.

## Населення
За даними перепису населення 2002 року у комуні проживали 8733 особи.
Національний склад населення комуни:
| Національність | Кількість осіб | Відсоток |
| -------------- | -------------- | -------- |
| румуни         | 8664           | 99,2%    |
| цигани         | 58             | 0,7%     |
| угорці         | 5              | 0,1%     |
| турки          | 5              | 0,1%     |

Рідною мовою назвали:
| Мова      | Кількість осіб | Відсоток |
| --------- | -------------- | -------- |
| румунська | 8700           | 99,6%    |
| циганська | 25             | 0,3%     |
| турецька  | 4              | < 0,1%   |
| угорська  | 3              | < 0,1%   |

Склад населення комуни за віросповіданням:
| Релігія            | Кількість осіб | Відсоток |
| ------------------ | -------------- | -------- |
| православні        | 8587           | 98,3%    |
| лютерани           | 98             | 1,1%     |
| адвентисти         | 16             | 0,2%     |
| римо-католики      | 7              | 0,1%     |
| мусульмани         | 7              | 0,1%     |
| атеїсти            | 6              | 0,1%     |
| баптисти           | 4              | < 0,1%   |
| п'ятдесятники      | 2              | < 0,1%   |
| бретрени           | 2              | < 0,1%   |
| реформати          | 1              | < 0,1%   |
| не вказали релігію | 2              | < 0,1%   |